# Science de l'artificiel
Proposées initialement par le prix Nobel d'Economie Herbert Simon dans les années 1960, les sciences de l'artificiel ont pour finalité l'étude des objets non-naturels, produits par la main et l'esprit humain.
La classification des sciences de l'artificiel n'est pas encore stabilisée.
On peut y retrouver notamment :
- ingénierie
- architecture
- design industriel
- informatique
- mécatronique
- productique
- cognitique
- systémique
- robotique
- cobotique
- conceptique
- innovatique
- normatique